# Sphecodes iridipennis
Sphecodes iridipennis är en biart som beskrevs av Smith 1879. Den ingår i släktet blodbin och familjen vägbin. Inga underarter finns listade i Catalogue of Life.

## Beskrivning
Arten har svart huvud och mellankropp, medan bakkroppen är brunröd. Huvudet är något bredare än långt, med mörkbruna antenner. Huvud och mellankropp har gles, vit behåring. Arten är liten, med en kroppslängd på omkring 5 mm och en genomsnittlig längd på framvingarna på drygt 4 mm. Hanen är mindre och slankare än honan, och med längre antenner.

## Ekologi
Som alla blodbin är arten en boparasit, som lägger sina ägg i andra bins bon. I samband med äggläggningen dödar honan värdägget eller -larven, så hennes avkomma ostört kan leva på det insamlade matförrådet.

## Utbredning
Arten finns endast i Indien i delstaten Bihar.